# Llista d'alcaldes de Sant Adrià de Besòs
Aquesta llista d'alcaldes de Sant Adrià de Besòs recull els presidents de la corporació municipal des de començaments de segle XX fins a l'actualitat.
| Nom                       | Període   | Partit          | Ref.  |
| ------------------------- | --------- | --------------- | ----- |
| Domènec Molins Estrany    | 1903-1905 |                 | [ 1 ] |
| Josep Clapés Clapés       | 1906-1913 |                 | [ 1 ] |
| Domènec Molins Estrany    | 1914-1920 |                 | [ 2 ] |
| Joan Oller Bachs          | 1920-1923 |                 | [ 2 ] |
| Domènec Molins Estrany    | 1923      |                 | [ 2 ] |
| Joan Oller Bachs          | 1924      | Primorriverista | [ 2 ] |
| Josep Royo i Genique      | 1924-1931 | Primorriverista | [ 2 ] |
| Benito Gimeno Pescador    | 1931      |                 | [ 3 ] |
| Francesc Micheli Jové     | 1931-1934 | ERC             | [ 3 ] |
| Manuel Barba Barraceta    | 1934-1935 | Provisional     | [ 4 ] |
| Enric Algueró Peris       | 1935-1936 | Provisional     | [ 4 ] |
| Francesc Micheli Jové     | 1936      | ERC             | [ 5 ] |
| Llucià Garcia Morriyón    | 1936-1937 | ERC             | [ 5 ] |
| Mateu Viura Vidal         | 1937-1939 | ERC             | [ 5 ] |
| Joan Maymó Bruguera       | 1941-1942 | Franquista      | [ 6 ] |
| Josep Sabater Ferruz      | 1942-1952 | Franquista      | [ 6 ] |
| Xavier Casellas Fàbregas  | 1952-1961 | Franquista      | [ 6 ] |
| Josep Narbón Noet         | 1961-1966 | Franquista      | [ 6 ] |
| Francesc Roqueta Prat     | 1966-1973 | Franquista      | [ 6 ] |
| Joan Oller Valls          | 1973-1977 | Franquista      | [ 6 ] |
| Miquel Blasco Badia       | 1977-1979 | Franquista      | [ 6 ] |
| Josep Vilanova Vila       | 1979-1982 | PSC             | [ 7 ] |
| Antoni Meseguer Mateo     | 1982-1992 | PSC             | [ 7 ] |
| Jaume Vallès Muntadas     | 1992-1995 | CiU             | [ 7 ] |
| Antoni Meseguer Mateo     | 1995-1996 | PSC             | [ 7 ] |
| Jesús Maria Canga Castaño | 1996-2013 | PSC             | [ 8 ] |
| Joan Callau Bartolí       | 2013-2021 | PSC             | [ 8 ] |
| Filo Cañete Carrillo      | 2021-Avui | PSC             | [ 9 ] |